# Orimarga similis
Orimarga similis är en tvåvingeart som beskrevs av Edwards 1923. Orimarga similis ingår i släktet Orimarga och familjen småharkrankar. Inga underarter finns listade i Catalogue of Life.